# Квашёнковский сельский округ
Квашёнковский сельский округ — упразднённая административно-территориальная единица, существовавшая на территории Талдомского района Московской области в 1994—2006 годах.
Квашёнковский сельсовет был образован в первые годы советской власти. По данным 1923 года он входил в состав Ленинской волости Ленинского уезда Московской губернии.
В 1924 году к Квашёнковскому с/с был присоединён Сотсковский сельсовет.
В 1925 году к Квашёнковскому с/с был присоединён Желдыбинский с/с, а Сотсковский выделен из его состава.
В 1926 году Квашёнковский с/с включал село Квашёнки, деревни Дулово, Желдыбино, Жеребцово, Леоновка, Некрасово и Смёнки, а также 2 хутора, лесная сторожку и дом престарелых.
В 1929 году Квашёнковский с/с был отнесён к Ленинскому району Кимрского округа Московской области.
27 декабря 1930 года Ленинский район был переименован в Талдомский район.
7 января 1934 года из Квашёнковского с/с в Волковский было передано селение Леоново.
14 июня 1954 года к Квашёнковскому с/с был присоединён Волковский с/с.
1 февраля 1963 года Талдомский район был упразднён и Квашёнковский с/с вошёл в Дмитровский сельский район. 11 января 1965 года Квашёнковский с/с был возвращён в восстановленный Талдомский район.
7 августа 1973 года из упразднённого Игумновского с/с в Квашёнковский были переданы селения Андрейково, Жеребцово, Игумново, Круглово, Никитино, Парашино и Шадрино.
3 февраля 1994 года Квашёнковский с/с был преобразован в Квашёнковский сельский округ.
В ходе муниципальной реформы 2004—2005 годов Квашёнковский сельский округ прекратил своё существование как муниципальная единица. При этом все его населённые пункты были переданы в сельское поселение Ермолинское.
29 ноября 2006 года Квашёнковский сельский округ исключён из учётных данных административно-территориальных и территориальных единиц Московской области.